# Миси Пајл
Миси Пајл (енгл. Missi Pyle; 16. новембар 1972) је америчка глумица и певачица.
Позната је по споредним улогама у филмовима Галактичка пустоловина (1999), Крупна риба (2003), Између две ватре (2004), Педесет првих састанка (2004), Чарли и фабрика чоколаде (2005) и Уметник (2011). Такође је тумачила епизодне улоге у серијама Лудо заљубљени, Пријатељи, Хероји, Два и по мушкарца, Фрејжер, Зовем се Ерл, Увод у анатомију и Менталиста.
Заједно са глумицом Шоном Смит основала је кантри-рок бенд Смит и Пајл.